# Plagiothecium succulentum
Plagiothecium succulentum ist eine Laubmoos-Art, die in Europa nicht selten in Wäldern anzutreffen ist. Sie gehört zu einer Sippe von Plagiothecium-Moosen, die auch oft in mehrere Arten aufgeteilt wird. Insbesondere wird hier das verbreitete Plagiothecium nemorale eingeschlossen. Im Deutschen wird die Art „Saftiges Plattmoos“ genannt.

## Beschreibung
Die meist dunkelgrünen, oft aber auch bräunlich grünen, niederliegenden Pflanzen sind unverzweigt und 3 bis 5 cm lang.
Die Blätter stehen deutlich verflacht vom Stämmchen ab. Sie sind oval und allmählich lanzettlich zugespitzt. Der Blattrand ist auch an der Blattspitze fast ganzrandig. Die einfach oder gegabelte Blattrippe ist kräftiger als bei den meisten anderen Plagiothecium-Arten. Die Zellen der Blattflügel, die schmal am Stämmchen herablaufen, sind rechteckig, aber nicht auffallend weitlumig (aufgeblasen).
Die Kapseln stehen aufrecht.
Bei der oben erwähnten Abtrennung weiterer Arten spielt die Stärke der Blattrippe sowie die Größe der Zellen der Blattspreite eine Rolle.

## Verbreitung und Standortansprüche
Das Moos wächst auf feuchtem Waldboden, aber auch auf feuchtem Gestein oder am Grund von Bäumen.
Es kommt in den gesamten gemäßigten Gebieten der Nordhemisphäre vor (Nordamerika und Eurasien von Europa bis nach Japan und nach Süden bis nach Nordafrika). In Mitteleuropa ist es in nicht zu trockenen Wäldern weit verbreitet.